# Johnny Dundee
Johnny Dundee, eigentlich Giuseppe Carrora, (* 22. November 1893 in Sciacca, Italien; † 22. April 1965 in East Orange, New Jersey) war ein US-amerikanischer Boxer.

## Leben
In 342 Kämpfen im Feder- bis Leichtgewicht ging er nur zweimal KO, gewann aber auch nur 22 mal durch KO. Im Leichtgewicht verlor er gegen Boxer wie Lew Tendler und Benny Leonard regelmäßig, aber in den niedrigeren Gewichtsklassen war er überlegen.
Dundee wurde in Sizilien geboren und begann 1910 mit dem Profiboxen. Er boxte in der No Decision Ära 1912 inoffiziell unentschieden in einem Weltmeisterschaftskampf gegen Federgewichtler Johnny Kilbane und ein offizielles unentschieden 1913. Erst acht Jahre später 1921 mit bereits 264 absolvierten  Kämpfen konnte er wieder um einen Titel boxen, er gewann den Superfedergewichtstitel durch Disqualifikation gegen den gefürchteten Rechtsausleger George Chaney, den er aber auch schon zuvor geschlagen hatte.
1922 gewann der den Federgewichtstitel in der NYSAC-Version. 1923 unterlag er zunächst Jack Bernstein um die Superfederkrone, schlug dann aber den hart schlagenden Franzosen Eugene Criqui in einer Vereinigung des Federgewichtstitels, hatte ihn vier Mal am Boden, was das Ring Magazine als seine größte Leistung bezeichnet, und gewann auch den Superfedertitel gegen Bernstein zurück.
Ab 1924 meinte er das Limit des Federgewichts nicht mehr bringen zu können und verlor auch den Superfedergewichtstitel, 1926 versuchte er sich noch mal vergeblich in einem Superfedergewichtstitelkampf, 1927 trat er gegen keinen Geringeren als Tony Canzoneri um den Federgewichtstitel an. Er war allerdings vom Gewichtmachen zu sehr geschlaucht, dass er nach einer desolaten Vorstellung verlor und ausgebuht wurde.
Bis 1932 ließ er seine Karriere ausklingen. Das Ring Magazine bezeichnet ihn als viertbesten in Italien geborenen Boxer aller Zeiten. 1991 fand Dundee Aufnahme in die International Boxing Hall of Fame.
Der ehemalige Muhammad-Ali-Trainer Angelo Dundee und sein Bruder Chris, deren eigentlicher Geburtsname Merena ist, benannten sich nach Johnny Dundee.